# قارچ‌های یوغی
قارچ‌های زیگومیکوتا (نام علمی: Zygomycota) نام یک شاخه از فرمانرو قارچ است.